# 马莫纳斯
马莫纳斯是巴西米纳斯吉拉斯州的一个市镇。总面积290.283平方公里，总人口6247人，人口密度21.5人/平方公里。